# 土屋正典
土屋 正典（つちや まさのり）は、江戸時代後期の旗本。土屋家の第9代当主。

## 生涯
土屋正備の長男。文政10年（1827年）11月26日、正備の死後、46歳で相続するが有能ではなく、役職にも恵まれなかった。
役給の停止に加え正方、正延、正備と続いた家計の膨張を収拾する能力にも欠け、用人任せの家政は破綻を暴露した。累積した貸付金、市中借など借財と利息の返済に苦しみ、また知行所への先納金賦課、家計の月割賄など、多くの旗本がたどったと同様の苦難の道を歩むようになる。

## 知行所
- 相模国愛甲郡猿ヶ島村200石（現神奈川県厚木市）
- 下総国葛飾郡栗ヶ沢村104石（現千葉県松戸市）
- 下総国葛飾郡大谷口村236石（現千葉県松戸市）
- 下総国千葉郡中野村86石（現千葉県千葉市）
- 武蔵国横見郡地頭方村107石（現埼玉県比企郡吉見町地頭方）
- 常陸国鹿島郡武井村200石（現茨城県結城市）
- 武蔵国横見郡山野下村123石（現埼玉県比企郡吉見町山ノ下）